# Nakhon Noi
Re Nakhon Noi, il cui nome regale fu Samdach Brhat Chao Samdach Brhat Chao Negara Nawi Raja Sri Sadhana Kanayudha (Regno di Lan Xang, XVI secolo – ...), è stato il ventiduesimo sovrano del Regno di Lan Xang, la cui capitale era Vientiane, nell'odierno Laos centrale.
Fu proclamato re alla morte del padre Sen Surintra.
Le cronache che lo menzionano  provengono dagli antichi annali di Lan Xang, di Lanna, di Ayutthaya e di Birmania, che differiscono tra loro. Gli annali di Lan Xang furono tradotti in altre lingue ed interpretati in diversi modi, dando luogo a controversie sull'attendibilità dei riferimenti storici. La principale tra le critiche che determinarono il cambiamento del testo originale, fu dettata dalla convinzione che molti degli avvenimenti storici fossero stati omessi o distorti nell'edizione originale a maggior gloria del regno. Gli avvenimenti e le date relative alla sua vita non sono quindi pienamente attendibili.

## Biografia

### Premesse
Il padre Sen Surintra era di comuni origini e nel 1572 aveva usurpato il trono all'erede legittimo No Keo Kuman, che era appena nato, dopo la morte dell'eroe nazionale re Setthathirat. Era stato uno dei più valenti generali di Setthathirat e si era arrogato il diritto di divenire re per il ruolo chiave che aveva avuto nell'esercito. Dopo una breve guerra civile in cui aveva sottomesso un altro importante generale, era salito al trono nel 1572. Sen Surintra non aveva sangue reale e ciò aveva creato nel paese un malcontento generale che aveva facilitato la conquista del regno nel 1575 da parte dei birmani di re Bayinnaung. Era questi un grande condottiero da alcuni considerato il Napoleone della Birmania, che aveva esteso il territorio del suo paese facendone il più vasto impero mai esistito nel sudest asiatico.
Gli invasori birmani avevano deportato Sen Surintra e No Keo Kuman nella capitale Pegu, ed avevano posto sul trono un fratello di Setthathirat, Voravongse, che avevano a sua volta deportato nel 1564 quando avevano occupato per un breve periodo per la prima volta Vientiane. Voravongse aveva regnato per 4 anni ed era stato vittima di una rivolta organizzata nel sud del paese, annegando mentre fuggiva. La rivolta era stata soffocata dai birmani, che nel 1580 avevano rimesso sul trono Sen Surintra, riportato in patria dopo 5 anni di detenzione a Pegu.

### Ascesa al trono
Il secondo regno di Sen Surintra durò due soli anni e nel 1582 il vecchio re morì. Al suo posto i birmani proclamarono re il figlio Nakhon Noi, che a sua volta era stato in esilio a Pegu e che salì al trono in un momento particolare. L'anno precedente era morto Bayinnaung ed il vasto impero birmano era passato nelle mani del figlio Bayin Nanda che, non avendo il carisma e le capacità del padre, avrebbe portato alla disgregazione dello Stato nel giro di pochi anni.
Come era costume dei birmani, a Nakhon Noi fu concesso di governare godendo di un buon grado di autonomia, anche per il difficile momento che Pegu attraversava, con molti dei popoli soggiogati da Bayinnaung in rivolta. Condivise col padre il destino di non essere amato dal popolo per il fatto di non avere sangue reale. Nelle cronache di quel tempo, si narra di come si fosse reso ancora più impopolare regnando senza equità e senza seguire quelle regole e quell'etichetta che si addicono ad un sovrano.. Secondo alcune fonti, Nakhon Noi fu un tiranno odiato dal popolo, i suoi stessi cortigiani si ribellarono e lo riconsegnarono ai birmani dopo pochi mesi di regno. In seguito si persero le sue tracce, non essendo più citato negli annali storici dei paesi coinvolti nella storia dell'Indocina di quel tempo.

### Successione
Senza nessuno a cui affidare il trono, iniziò un periodo di confusione nel paese. Il vuoto di potere fu accentuato dalla debolezza della corte di Pegu, che alle prese con le ribellioni interne e quelle dei regni tai non fu più in grado di esercitare la sua influenza su Vientiane. Le varie fazioni dell'aristocrazia ed i governatori delle province ebbero piena autonomia ma non si ribellarono al potere birmano, non riuscendo ad accordarsi sulla scelta di un sovrano per circa 8 anni.
La situazione si sbloccò nel 1590, quando una delegazione di aristocratici di Lan Xang giunse in Birmania per chiedere la liberazione e l'intronizzazione di No Keo Kuman, da 15 anni tenuto ostaggio a Pegu. Nanda Bayin approvò quanto richiesto e rimandò No Keo a Vientiane, dove poté finalmente farsi incoronare re come vassallo dei birmani nel 1591. Il suo ritorno fu accolto con gioia dal popolo che giurò fedeltà al sovrano, al contrario di quanto aveva fatto con i suoi predecessori, e l'armonia tornò nel paese.